# Bungea vesiculifera
Bungea vesiculifera är en snyltrotsväxtart som först beskrevs av Herd., och fick sitt nu gällande namn av Pavl. och Lipsch.. Bungea vesiculifera ingår i släktet Bungea och familjen snyltrotsväxter. Inga underarter finns listade i Catalogue of Life.